# کارلو آلفردو پیاتی
کارلو آلفردو پیاتی (ایتالیایی: Carlo Alfredo Piatti؛ ۸ ژانویه ۱۸۲۲ – ۱۸ ژوئیه ۱۹۰۱) نوازندهٔ ویولنسل و مدرس مشهور موسیقی اهل ایتالیا بود.
او شاگردان فراوانی را تربیت کرد که از آن میان، می‌توان به روبرت هوسمان اشاره کرد.